# XA-38 (航空機)
XA-38 グリズリー
- 用途：重攻撃機
- 製造者：ビーチクラフト[1]
- 運用者：アメリカ陸軍航空隊
- 初飛行：1944年5月7日
- 生産数：2機

XA-38は、第二次世界大戦中にアメリカ陸軍航空隊向けに軽飛行機メーカーのビーチクラフト社が試作した攻撃機である。1944年5月に初飛行したが、高性能を示したにもかかわらず量産には至らなかった。

## 概要
XA-38は、ビーチ社がアメリカ陸軍向けに1942年3月に計画開発した機体である。当初75mm機関砲を搭載した双発複座戦闘機として軍に提案されたが、同種の競合機があったため軽攻撃機として開発される事となった。1942年9月に原型2機の発注を受け、10月にはモックアップテストを終えたが発動機の選択に手間取り初飛行は1944年5月にずれ込んだ。
強力な機関砲を機首に搭載し「デストロイヤー」と呼ばれた。また、操縦士からは「グリズリー」とも愛称付けられていたという。各種の性能は極めて満足すべきものであったが装着発動機がB-29爆撃機と同じR-3350であり入手困難とされ、かつ、交戦国に対戦すべき爆撃機がなくなっていたため不要不急機種となり、試作2機のみで量産されなかった。

## スペック
- 全長： 15.79 m[1]
- 全幅： 22.51 m[1]
- 全高： 4.73 m[1]
- 全備重量： 13,545 kg[1]
- 自重： 10,183 kg[1]
- エンジン： ライトR-3350-43空冷星型複列18気筒 (2,300hp) ×2[1]
- 最大速度： 605 km/h[1]
- 実用上限高度： 8,473 m
- 航続距離： 2,286 km[1]
- 武装
  - 75 mm機関砲 T15E1×1（装弾数20発）
  - 12.7 mm機銃 AN/M2×6（機首固定×2、連装銃塔×2（機体上／下面）
  - 爆弾等 最大 907.2 kg
- 乗員 2名[1]